# Great Kimble
Great Kimble – wieś w Anglii, w Buckinghamshire. W 2015 miejscowość liczyła 716 mieszkańców. W 1881 roku civil parish liczyła 422 mieszkańców. Great Kimble jest wspomniana w Domesday Book (1086) jako Chenebella.